# Joaquín José de Osma y Ramírez de Arellano
Joaquín José de Osma y Ramírez de Arellano (Lima, 3 de agosto de 1812 –Madrid, 5 de febrero de 1896) fue un diplomático peruano. Ministro de Relaciones Exteriores en 1852 y presidente de la Cámara de Diputados entre 1851 y 1852. Se desempeñó también como ministro plenipotenciario en Estados Unidos, Inglaterra y España, país este último donde se radicó definitivamente. Una de sus hijas se casó con Antonio Cánovas del Castillo. Fue, por su matrimonio, marqués de la Puente y De la Puente de Sotomayor.

## Biografía
Pertenecía a una prestigiada familia limeña de origen colonial. Sus padres fueron Gaspar Antonio de Osma y Tricio, oidor de la Real Audiencia de Lima, y María Josefa Ramírez de Arellano y Baquíjano, sobrina de José Baquíjano y Carrillo, precursor ideológico de la Independencia del Perú.
Todavía menor de edad, fue enviado a España, donde hizo todos sus estudios y se graduó de abogado. Regresó al Perú en 1836 y se incorporó al Colegio de Abogados de Lima.
Durante el primer gobierno constitucional de Ramón Castilla fue enviado a los Estados Unidos, a la cabeza de la legación acreditada en dicho país, de la que también formaba parte su hermano Ignacio de Osma (1846). Allí suscribió el 9 de febrero de 1848 un «tratado de paz y amistad, comercio y navegación» con el gobierno norteamericano, que no fue ratificado por el gobierno peruano.
Pasó luego a representar al Perú ante Inglaterra, con la misión de arreglar la deuda contraída con dicho país entre 1822 y 1825, en tiempos de la Independencia. Sucedió que, a raíz del boom guanero que vivía el Perú, los ingleses exigieron el pago de esa deuda, que sumaba 3.736.400 libras esterlinas (1.816.000 correspondían a la deuda propiamente dicha, y 1.920.400 a sus intereses). Por ley dada el 10 de marzo de 1848, el Congreso autorizó al Ejecutivo liquidar dicho asunto. Osma celebró el 31 de enero de 1849 un contrato con los tenedores de bonos de los empréstitos de 1823 y 1825. Coincidentemente, ese mismo día el gobierno peruano firmó un nuevo contrato de consignación con la Casa Gibbs para la extracción e importación del guano en el Reino Unido. Ambos contratos suscitaron razonables objeciones por su turbio trasfondo, y según José Arnaldo Márquez, fueron el verdadero comienzo de la orgía financiera en el Perú, en la que las copiosas ganancias del guano solo beneficiaron a un grupo minoritario. Cesado de su cargo diplomático en 1850, Osma retornó al Perú.
En 1851 fue elegido diputado por la provincia de Canta y presidió su cámara durante las legislaturas de 1851-1852. El presidente José Rufino Echenique lo nombró ministro de Relaciones Exteriores, cargo que ejerció de 5 de febrero a 7 de agosto de 1852. Luego pasó a Madrid como ministro plenipotenciario ante la corte española, donde el 24 de septiembre de 1853 firmó con el ministro español Ángel Calderón de la Barca un tratado de paz y amistad, en la que España reconocía la independencia del Perú, mientras que el gobierno peruano se comprometía a dar indemnizaciones a los súbditos españoles cuyas propiedades habían sido tomadas, embargadas y secuestradas desde 1820. Este tratado fue muy criticado en el Perú, y el canciller peruano José Gregorio Paz Soldán hizo observaciones antes de presentarlo al Congreso. La más importante de esas objeciones era el hecho que el documento se iniciaba con una renuncia de España a los derechos que le confería su antigua soberanía sobre el Perú, ignorando implícitamente su Independencia. El tratado no fue ratificado por el Congreso peruano y la cuestión española no habría de solucionarse sino hasta 1879, tras una guerra de por medio (la de 1865-1866).
Osma continuó al frente de la legación peruana en Madrid, hasta el derrocamiento de Echenique, a principios de 1855. Permaneció en España, donde logró el otorgamiento de la Orden de Calatrava para su hermano Gaspar José. Asimismo, secundó la organización de la Sociedad General de Crédito Mobiliario Español, de cuyo consejo de administración fue presidente de 1856 a 1864. A dicha institución se le ha atribuido especulaciones con los títulos de la deuda peruana.. Poco después se convirtió en suegro del célebre Antonio Cánovas del Castillo, ya que su hija, Joaquina de Osma y Zavala, sería 1.ª duquesa de Cánovas del Castillo.

### Descendencia
El 8 de marzo de 1846 se casó con Ana Zavala y de la Puente, hija del realista Pedro José de Zavala y Bravo de Rivero, marqués de San Lorenzo de Vallehumbroso, y de Grimanesa de la Puente y Bravo de Lagunas, marquesa de la Puente y Sotomayor, IV marquesa de Torreblanca, V condesa de Villaseñor. En 1861, su esposa recuperó el título de marquesa de la Puente y Sotomayor, que había poseído su abuelo y que le reconocía grandeza de España. La pareja tuvo tres hijas:
- Blanca Rosa Ana Joaquina de Osma y Zavala (1847-1871), casada con Fernando Fernández de Córdoba y Álvarez de las Asturias-Bohorques, VII duque de Arión.
- Ana Ignacia María de Osma y Zavala, casada con el político Emilio Alcalá-Galiano y Valencia, IV conde de Casa Valencia y grande de España.
- Joaquina de Osma y Zavala, I duquesa de Cánovas del Castillo, casada con el político Antonio Cánovas del Castillo.

| Predecesor: Bartolomé Herrera          | Presidente de la Cámara de Diputados del Congreso de la República del Perú 1851 - 1852 | Sucesor: Francisco Forcelledo         |
| Predecesor: Manuel Bartolomé Ferreyros | Ministro de Relaciones Exteriores del Perú 5 de febrero de 1852 a 7 de agosto de 1852  | Sucesor: Bartolomé Herrera (Interino) |